# Seznam poslancev pete italijanske legislature
Seznam poslancev pete italijanske legislature prikazuje imena poslancev Pete legislature Italijanske republike po splošnih volitvah leta 1968.

## Povzetek sestave
| Parlamentarne skupine                            | končna Leg. |
| ------------------------------------------------ | ----------- |
| Komunisti                                        | 166         |
| Krščanski demokrati                              | 263         |
| Movimento Sociale Italiano                       | 25          |
| Partito Socialista Democratico Italiano          | 29          |
| Partito Socialista Italiano                      | 62          |
| Repubblicano                                     | 9           |
| Partito Liberale Italiano                        | 30          |
| Partito Socialista Italiano di Unità Proletaria  | 22          |
| Partito Democratico Italiano di Unità Monarchica | 5           |
| Misto                                            | 17          |
| Skupaj                                           | 628         |

## Predsedstvo

#### Predsednik
- Sandro Pertini (PSI)

#### Podpredsedniki
- Guido Gonella (DC) (zapustil funkcijo 24.6.1968)
- Benigno Zaccagnini (DC)
- Arrigo Boldrini (PCI)
- Lucio Mario Luzzatto (PSIUP)

#### Kvestorji
- Gustavo De Meo (DC)
- Egidio Ariosto (PSDI)
- Mauro Tognoni (PCI)

#### Sekretarji
- Arnaldo Armani (DC)
- Vittorino Carra (DC)
- Emanuele Terrana (PRI) (v funkciji do 14.12.1968)
- Renzo Pigni (PSIUP)
- Adelio Terraroli (PCI)
- Renato Finelli (Misto)
- Raffaele Delfino (MSI)
- Agostino Bignardi (PLI)

## Parlamentarne skupine

### Krščanski demokrati

#### Predsednik
- Fiorentino Sullo (v funkciji do 12.12.1968)
- Giulio Andreotti (v funkciji od 17.12.1968)

#### Podpredsedniki
- Aurelio Curti (v funkciji do 2.4.1970)
- Francesco Fabbri (v funkciji od 29.4.1970)
- Giacomo Sedati (v funkciji do 2.10.1969)
- Ferdinando Storchi (v funkciji od 2.10.1969)
- Amos Zanibelli

#### Sekretarji
- Aldo Amadeo (v funkciji od 2.10.1969)
- Alessandro Canestrari (v funkciji od 3.10.1969)
- Maria Cocco (v funkciji do 26.7.1968)
- Marcello Sgarlata (v funkciji do 3.10.1969)
- Edoardo Speranza (v funkciji od 2.10.1969)

#### Upravni sekretarji
- Luciano Radi (v funkciji do 26.7.1968)
- Gabriele Semeraro (v funkciji od 10.7.1968)

#### Podsekretarji
- Aldo Amadeo (v funkciji do 2.10.1969)

#### Člani
- Giuseppe Alessi
- Cesare Allegri
- Raffaele Allocca
- Francesco Amodio
- Giovanni Andreoni
- Tina Anselmi
- Dario Antoniozzi
- Arnaldo Armani
- Gian Aldo Arnaud
- Pierino Azimonti
- Giuseppe Azzaro
- Maria Badaloni
- Giuseppe Balasso
- Carlo Baldi
- Salvatore Barberi
- Paolo Barbi
- Martino Bardotti
- Cesare Baroni
- Attilio Bartole
- Mario Beccaria
- Corrado Belci
- Guido Bernardi
- Giovanni Bersani
- Pierantonino Bertè
- Nullo Biaggi
- Loris Biagioni
- Fortunato Bianchi
- Gerardo Bianchi
- Gerardo Bianco
- Luigi Bima
- Antonio Bisaglia
- Guido Bodrato
- Ines Boffardi
- Anselmo Boldrin
- Giacomo Bologna
- Paolo Bonomi
- Luigi Borghi
- Manfredi Bosco
- Giuseppe Botta
- Carlo Bottari
- Francesco Bova
- Piergiorgio Bressani
- Brunetto Bucciarelli Ducci
- Pietro Buffone
- Carlo Buzzi
- Italo Giulio Caiati
- Luigi Caiazza
- Vittorio Calvetti
- Ettore Calvi
- Michele Capra
- Egidio Carenini
- Giuseppe Caroli
- Vittorino Carra
- Gianuario Carta
- Angelo Castelli
- Albertino Castellucci
- Francesco Cattanei
- Giannina Cattaneo Petrini
- Stefano Cavaliere
- Nerino Cavallari
- Carlo Ceruti
- Vittorio Cervone
- Adriano Ciaffi
- Bartolomeo Ciccardini
- Arnaldo Colleselli
- Emilio Colombo
- Vittorino Colombo
- Renato Corà
- Giuseppe Cortese
- Francesco Cossiga
- Nino Cristofori
- Giovanni Battista Dagnino (v funkciji do 21.9.1970)

Ettore Spora (prevzel 30.9.1970)
- Michelangelo Dall'Armellina
- Giovanni D'Antonio
- Bernardo D'Arezzo
- Clelio Darida (v funkciji do 21.10.1970)

Lamberto Bertucci (prevzel 26.10.1970)
- Danilo De' Cocci
- Donato Mario De Leonardis
- Beniamino De Maria
- Gustavo De Meo
- Ciriaco De Mita
- Dino De Poli
- Ubaldo De Ponti
- Vittorio De Stasio
- Costante Degan
- Antonio Del Duca
- Renato Dell'Andro
- Natalino Di Giannantonio
- Gaetano Di Leo
- Eny Nicola Di Lisa
- Carlo Donat Cattin
- Antonino Drago
- Giovanni Elkan
- Enzo Erminero
- Franco Evangelisti
- Augusto Fanelli
- Carlo Felici
- Mario Ferrari Aggradi
- Mario Fioret
- Salvatore Foderaro
- Arnaldo Forlani
- Matteo Fornale
- Franco Foschi
- Nicola Foschini
- Carlo Fracanzani
- Giuseppe Fracassi
- Leandro Fusaro
- Vincenzo Gagliardi (v funkciji do 22.6.1968)
- Luigi Michele Galli
- Giovanni Galloni
- Remo Gaspari
- Giuseppe Gerbino

poslanec do 16.9.1970 in se nato pridruži Skupini Misto
- Luigi Giglia
- Giovanni Gioia
- Alessandro Giordano
- Luigi Girardin
- Salvatore Angelo Gitti (v funkciji do 21.2.1971)

Francesco Tagliarini (prevzel 24.2.1971)
- Guido Gonella
- Luigi Granelli
- Niccolò Grassi Bertazzi
- Dante Graziosi
- Agostino Greggi
- Luigi Gui
- Antonino Gullotti
- Renzo Helfer
- Mauro Ianniello
- Ippazio Imperiale
- Attilio Iozzelli
- Lorenzo Isgrò
- Antonio Laforgia
- Vito Lattanzio
- Nicola Lettieri
- Salvo Lima
- Arcangelo Lobianco
- Tarcisio Longoni
- Raffaello Lospinoso Severini
- Primo Lucchesi
- Roberto Lucifredi
- Desiderio Maggioni
- Domenico Magrì
- Franco Malfatti (v funkciji do 25.6.1970)

Renzo Nicolini (prevzel 2.7.1970)
- Antonio Mancini
- Vincenzo Mancini
- Aristide Marchetti
- Mario Dino Marocco
- Michele Marotta
- Neri Marraccini
- Maria Eletta Martini
- Bernardo Mattarella (v funkciji do 1.3.1971)

Aldo Bassi (prevzel 3.3.1971)
- Gino Mattarelli
- Crescenzo Mazza
- Antonio Mario Franco Mazzarrino
- Dario Mengozzi
- Claudio Merenda
- Gianfranco Merli
- Enzo Meucci
- Filippo Micheli
- Pietro Micheli
- Amalia Miotti Carli
- Giuseppe Miroglio
- Riccardo Misasi
- Carlo Molè
- Maurizio Monti
- Aldo Moro
- Goffredo Nannini
- Francesco Napolitano (v funkciji do 24.10.1971)

Ferdinando D'Ambrosio (prevzel 27.10.1971)
- Lorenzo Natali
- Guglielmo Nucci
- Edoardo Origlia
- Pietro Padula
- Ennio Palmitessa
- Filippo Maria Pandolfi
- Giulio Pastore (v funkciji do 14.10.1969)

Carlo Borra (prevzel 22.10.1969)
- Narciso Franco Patrini
- Vincenzo Pavone
- Mario Pedini
- Erminio Pennacchini
- Valentino Perdonà
- Domenico Pica
- Enea Piccinelli
- Flaminio Piccoli
- Mariano Pintus
- Natale Pisicchio
- Ferruccio Pisoni
- Giovanni Battista Pitzalis
- Roberto Prearo
- Ernesto Pucci
- Arnaldo Racchetti
- Leandro Rampa
- Francesco Rausa
- Giuseppe Reale
- Franco Restivo
- Emidio Revelli
- Stefano Riccio
- Virginio Rognoni
- Giuseppe Romanato
- Elio Rosati
- Attilio Ruffini
- Mariano Rumor
- Carlo Russo
- Ferdinando Russo
- Vincenzo Russo
- Angelo Salizzoni
- Franco Salvi
- Carlo Sangalli
- Adolfo Sarti
- Domenico Sartor
- Emanuela Savio (v funkciji do 22.2.1972)

Renzo Franzo (prevzel 22.2.1972)
- Giovanni Battista Scaglia
- Oscar Luigi Scalfaro
- Vito Scalia (v funkciji do 8.8.1969)

Giosuè Salomone (prevzel 8.8.1969)
- Carlo Scarascia Mugnozza (v funkciji do 21.3.1972)
- Vincenzo Scarlato
- Primo Schiavon
- Michele Scianatico
- Vincenzo Scotti
- Antonino Senese
- Marcello Simonacci
- Giuseppe Sinesio
- Giovanni Sisto
- Tommaso Sorgi
- Enrico Nicola Spadola
- Antonino Spinelli
- Vincenzo Squicciarini
- Carlo Stella
- Bruno Storti (v funkciji do 8.8.1969)

Ruggero Villa (prevzel 8.8.1969)
- Rodolfo Tambroni Armaroli
- Michele Tantalo
- Eugenio Tarabini
- Paolo Emilio Taviani
- Corrado Terranova
- Mario Toros
- Renato Tozzi Condivi
- Giovanni Traversa
- Ferdinando Truzzi
- Francesco Turnaturi
- Giacinto Urso
- Mario Vaghi
- Pietro Valeggiani
- Mario Valiante
- Bruno Vecchiarelli
- Giuseppe Vedovato
- Francesco Verga
- Mario Vetrone
- Rodolfo Vicentini
- Sebastiano Vincelli
- Calogero Volpe
- Benigno Zaccagnini
- Giuseppe Zamberletti

### Partito Comunista Italiano

#### Predsednik
- Pietro Ingrao

#### Podpredsedniki
- Luciano Barca
- Nilde Iotti

#### Sekretarji
- Aldo D'Alessio
- Vito Damico (v funkciji od 16.5.1970)
- Alberto Malagugini (v funkciji od 29.4.1969)
- Lodovico Maschiella (v funkciji do 16.5.1970)
- Vincenzo Raucci

#### Člani
- Edgardo Alboni
- Piergiorgio Allera
- Giuseppe Amasio
- Giorgio Amendola
- Pietro Amendola (v funkciji do 23.7.1969)

Mario Cirillo (prevzel 23.7.1969)
- Aldo Arzilli
- Franco Assante
- Renato Ballarin
- Mario Bardelli
- Ugo Bartesaghi
- Renato Bastianelli
- Ezio Battistella
- Gianfilippo Benedetti
- Ermanno Benocci (v funkciji do 17.12.1969)

Danilo Tani (prevzel 17.12.1969)
- Spartaco Beragnoli
- Enrico Berlinguer
- Ferruccio Biagini
- Tommaso Biamonte
- Oddino Bo
- Arrigo Boldrini
- Emo Bonifazi
- Domenico Borraccino
- Giovanni Bortot
- Liberato Bronzuto

poslanec do 15.4.1970 in se nato pridruži Skupini Misto
- Emidio Bruni
- Franco Busetto
- Alfio Caponi
- Massimo Caprara

poslanec do 19.12.1969 in se nato pridruži Skupini Misto
- Umberto Cardia
- Antonio Caruso
- Nicola Cataldo
- Renato Cebrelli
- Sergio Ceravolo
- Gino Cesaroni
- Ivone Chinello
- Claudio Cianca
- Eude Cicerone
- Franco Coccia
- Napoleone Colajanni
- Vincenzo Corghi
- Giuseppe D'Alema
- Luigi D'Angelo
- Antonio D'Auria
- Giuliano De Laurentiis
- Renato Degli Esposti (v funkciji do 2.7.1969)

Adriana Lodi Faustini Fustini (prevzela 3.7.1969)
- Giovanni Dello Jacovo (v funkciji do 3.9.1968)

Domenico Conte (prevzel 3.9.1969)
- Salvatore Di Benedetto
- Gaetano Di Marino
- Ado Guido Di Mauro
- Marcello Di Puccio
- Nino D'Ippolito
- Attilio Esposto
- Giuseppe Fasoli
- Adriano Ferretti
- Gian Carlo Ferri
- Giulietta Fibbi
- Adolfo Fiumanò
- Sergio Flamigni
- Mario Foscarini
- Elio Fregonese
- Carlo Alberto Galluzzi
- Eraldo Gastone
- Nives Gessi
- Nelusco Giachini
- Gabriele Giannantoni
- Mario Giannini
- Roberto Giovannini
- Epifanio Cataldo Giudiceandrea
- Dante Gorreri
- Giuseppe Gramegna
- Giuseppe Granata
- Rodolfo Guerrini
- Giuseppe Guglielmino
- Alberto Guidi
- Fausto Gullo
- Angelo Maria Jacazzi
- Angelo La Bella
- Davide Lajolo
- Luciano Lama (v funkciji do 2.7.1969)

Peppino Aldrovandi (prevzel 2.7.1969)
- Giovanni Lamanna
- Mario Adriano Lavagnoli
- Luciano Lenti
- Silvio Leonardi
- Giorgina Levi Arian
- Mario Lizzero
- Mauro Silvano Lombardi
- Luigi Longo
- Francesco Loperfido
- Franco Luberti
- Emanuele Macaluso
- Maria Antonietta Macciocchi
- Francesco Malfatti
- Roberto Marmugi
- Luigi Marras
- Decimo Martelli
- Raffaele Mascolo
- Pasquale Maulini
- Gennaro Miceli
- Eliseo Milani

poslanec do 15.10.1970 in se nato pridruži Skupini Misto
- Armando Monasterio
- Giancarlo Morelli
- Leto Morvidi
- Isacco Nahoum
- Giorgio Napolitano
- Luigi Napolitano
- Aldo Natoli

poslanec do 19.12.1969 in se nato pridruži Skupini Misto
- Alessandro Natta
- Cesarino Niccolai
- Agostino Novella (v funkciji do 2.7.1969)

Giorgio Bini (prevzel 2.7.1969)
- Renato Ognibene
- Carlo Olmini
- Nicola Pagliarani (v funkciji do 16.6.1971)

Veniero Accreman (prevzel 16.6.1971)
- Giancarlo Pajetta
- Giuliano Pajetta
- Pasquale Pascariello
- Giuseppe Pellegrino
- Sergio Pellizzari
- Francesco Pezzino
- Tullio Pietrobono
- Luigi Pintor

poslanec do 4.3.1970 in se nato pridruži Skupini Misto
- Ignazio Pirastu
- Antonino Piscitello
- Michele Pistillo
- Mario Pochetti
- Leonello Raffaelli
- Marino Raicich
- Giuseppina Re
- Alfredo Reichlin
- Gianfranco Rossinovich
- Walter Sabadini
- Giuseppe Sacchi
- Renato Sandri
- Mauro Santoni
- Antonino Scaini
- Renato Scionti
- Vinicio Scipioni
- Carlo Scotoni
- Donato Scutari
- Emilio Sereni
- Luciana Sgarbi Bompani
- Albino Skerk
- Ugo Spagnoli
- Pasquale Specchio
- Egidio Sulotto
- Luigi Tagliaferri
- Giulio Tedeschi
- Elvo Tempia Valenta
- Adelio Terraroli
- Alberto Todros
- Mauro Tognoni
- Filippo Traina
- Girolamo Tripodi
- Antonello Trombadori
- Emanuele Tuccari
- Domenico Valori
- Alcide Vecchi (v funkciji do 23.9.1971)

Fausto Bocchi (prevzel 24.9.1971, v funkciji do 8.11.1971)
Franco Pasini (prevzel 8.11.1971)
- Giuseppe Venturoli
- Pietro Vergani (v funkciji do 4.5.1970)

Marco Baccalini (prevzel 4.5.1970)
- Veraldo Vespignani
- Stefano Vetrano
- Gianmario Vianello
- Carmen Paola Zanti Tondi

### Partito Socialista Italiano - Partito Socialista Democratico Italiano Unificati

#### Predsednik
- Mauro Ferri

poslanec do 23.10.1968 in se nato pridruži Partito Socialista Italiano

#### Vicepresidenti
- Giorgio Guerrini

poslanec do 23.10.1968 in se nato pridruži Partito Socialista Italiano
- Mario Zagari

poslanec do 23.10.1968 in se nato pridruži Partito Socialista Italiano

#### Sekretarji
- Lucio Mariano Brandi

poslanec do 23.10.1968 in se nato pridruži Partito Socialista Italiano
- Gianni Usvardi

poslanec do 23.10.1968 in se nato pridruži Partito Socialista Italiano

#### Člani
- Amaele Abbiati

poslanec do 23.10.1968 in se nato pridruži Partito Socialista Italiano
- Michele Achilli

poslanec do 23.10.1968 in se nato pridruži Partito Socialista Italiano
- Giuseppe Amadei

poslanec do 23.10.1968 in se nato pridruži Partito Socialista Italiano
- Leonetto Amadei

poslanec do 23.10.1968 in se nato pridruži Partito Socialista Italiano
- Luigi Angrisani

poslanec do 23.10.1968 in se nato pridruži Partito Socialista Italiano
- Egidio Ariosto

poslanec do 23.10.1968 in se nato pridruži Partito Socialista Italiano
- Giuseppe Averardi

poslanec do 23.10.1968 in se nato pridruži Partito Socialista Italiano
- Alfredo Baldani Guerra

poslanec do 23.10.1968 in se nato pridruži Partito Socialista Italiano
- Renato Ballardini

poslanec do 23.10.1968 in se nato pridruži Partito Socialista Italiano
- Alberto Bemporad

poslanec do 23.10.1968 in se nato pridruži Partito Socialista Italiano
- Cesare Bensi

poslanec do 23.10.1968 in se nato pridruži Partito Socialista Italiano
- Luigi Bertoldi

poslanec do 23.10.1968 in se nato pridruži Partito Socialista Italiano
- Antonio Brizioli

poslanec do 23.10.1968 in se nato pridruži Partito Socialista Italiano
- Antonio Caldoro

poslanec do 23.10.1968 in se nato pridruži Partito Socialista Italiano
- Antonio Cariglia

poslanec do 23.10.1968 in se nato pridruži Partito Socialista Italiano
- Armando Cascio

poslanec do 23.10.1968 in se nato pridruži Partito Socialista Italiano
- Venerio Cattani

poslanec do 23.10.1968 in se nato pridruži Partito Socialista Italiano
- Guido Ceccherini

poslanec do 23.10.1968 in se nato pridruži Partito Socialista Italiano
- Alberto Ciampaglia

poslanec do 23.10.1968 in se nato pridruži Partito Socialista Italiano
- Gaetano Cingari

poslanec do 23.10.1968 in se nato pridruži Partito Socialista Italiano
- Achille Corona

poslanec do 23.10.1968 in se nato pridruži Partito Socialista Italiano
- Bruno Corti

poslanec do 23.10.1968 in se nato pridruži Partito Socialista Italiano
- Salvatore Cottoni

poslanec do 23.10.1968 in se nato pridruži Partito Socialista Italiano
- Bettino Craxi

poslanec do 23.10.1968 in se nato pridruži Partito Socialista Italiano
- Vito Cusumano

poslanec do 23.10.1968 in se nato pridruži Partito Socialista Italiano
- Francesco De Martino

poslanec do 23.10.1968 in se nato pridruži Partito Socialista Italiano
- Libero Della Briotta

poslanec do 23.10.1968 in se nato pridruži Partito Socialista Italiano
- Raffaele Di Nardo

poslanec do 23.10.1968 in se nato pridruži Partito Socialista Italiano
- Raffaele Di Primio

poslanec do 23.10.1968 in se nato pridruži Partito Socialista Italiano
- Giuseppe Di Vagno jr.

poslanec do 23.10.1968 in se nato pridruži Partito Socialista Italiano
- Attilio Ferrari

poslanec do 23.10.1968 in se nato pridruži Partito Socialista Italiano
- Loris Fortuna

poslanec do 23.10.1968 in se nato pridruži Partito Socialista Italiano
- Salvatore Frasca

poslanec do 23.10.1968 in se nato pridruži Partito Socialista Italiano
- Antonio Giolitti

poslanec do 23.10.1968 in se nato pridruži Partito Socialista Italiano
- Mario Marino Guadalupi

poslanec do 23.10.1968 in se nato pridruži Partito Socialista Italiano
- Salvatore Lauricella

poslanec do 23.10.1968 in se nato pridruži Partito Socialista Italiano
- Vito Vittorio Lenoci

poslanec do 23.10.1968 in se nato pridruži Partito Socialista Italiano
- Bruno Lepre

poslanec do 23.10.1968 in se nato pridruži Partito Socialista Italiano
- Pietro Lezzi

poslanec do 23.10.1968 in se nato pridruži Partito Socialista Italiano
- Riccardo Lombardi

poslanec do 23.10.1968 in se nato pridruži Partito Socialista Italiano
- Pietro Longo

poslanec do 23.10.1968 in se nato pridruži Partito Socialista Italiano
- Giuseppe Lupis

poslanec do 23.10.1968 in se nato pridruži Partito Socialista Italiano
- Giuseppe Macchiavelli

poslanec do 23.10.1968 in se nato pridruži Partito Socialista Italiano
- Terenzio Magliano

poslanec do 23.10.1968 in se nato pridruži Partito Socialista Italiano
- Giacomo Mancini

poslanec do 23.10.1968 in se nato pridruži Partito Socialista Italiano
- Nello Mariani

poslanec do 23.10.1968 in se nato pridruži Partito Socialista Italiano
- Luigi Mariotti

poslanec do 23.10.1968 in se nato pridruži Partito Socialista Italiano
- Anselmo Martoni

poslanec do 23.10.1968 in se nato pridruži Partito Socialista Italiano
- Cornelio Masciadri

poslanec do 23.10.1968 in se nato pridruži Partito Socialista Italiano
- Renato Massari

poslanec do 23.10.1968 in se nato pridruži Partito Socialista Italiano
- Matteo Matteotti

poslanec do 23.10.1968 in se nato pridruži Partito Socialista Italiano
- Maria Vittoria Mezza

poslanec do 23.10.1968 in se nato pridruži Partito Socialista Italiano
- Amleto Monsellato

poslanec do 23.10.1968 in se nato pridruži Partito Socialista Italiano
- Dino Moro

poslanec do 23.10.1968 in se nato pridruži Partito Socialista Italiano
- Giovanni Mosca

poslanec do 23.10.1968 in se nato pridruži Partito Socialista Italiano
- Giovanni Musotto

poslanec do 23.10.1968 in se nato pridruži Partito Socialista Italiano
- Carlo Mussa Ivaldi Vercelli

poslanec do 23.10.1968 in se nato pridruži Partito Socialista Italiano
- Ugo Napoli

poslanec do 23.10.1968 in se nato pridruži Partito Socialista Italiano
- Pietro Nenni

poslanec do 23.10.1968 in se nato pridruži Partito Socialista Italiano
- Franco Nicolazzi

poslanec do 23.10.1968 in se nato pridruži Partito Socialista Italiano
- Flavio Orlandi

poslanec do 23.10.1968 in se nato pridruži Partito Socialista Italiano
- Tomaso Palmiotti

poslanec do 23.10.1968 in se nato pridruži Partito Socialista Italiano
- Michele Pellicani

poslanec do 23.10.1968 in se nato pridruži Partito Socialista Italiano
- Sandro Pertini

poslanec do 23.10.1968 in se nato pridruži Partito Socialista Italiano
- Giulio Cesare Polotti

poslanec do 23.10.1968 in se nato pridruži Partito Socialista Italiano
- Luigi Preti

poslanec do 23.10.1968 in se nato pridruži Partito Socialista Italiano
- Francesco Principe

poslanec do 23.10.1968 in se nato pridruži Partito Socialista Italiano
- Enrico Quaranta

poslanec do 23.10.1968 in se nato pridruži Partito Socialista Italiano
- Nevo Querci

poslanec do 23.10.1968 in se nato pridruži Partito Socialista Italiano
- Alessandro Reggiani

poslanec do 23.10.1968 in se nato pridruži Partito Socialista Italiano
- Pier Luigi Romita

poslanec do 23.10.1968 in se nato pridruži Partito Socialista Italiano
- Elvio Alfonso Salvatore

poslanec do 23.10.1968 in se nato pridruži Partito Socialista Italiano
- Ermido Santi

poslanec do 23.10.1968 in se nato pridruži Partito Socialista Italiano
- Bruno Sargentini

poslanec do 23.10.1968 in se nato pridruži Partito Socialista Italiano
- Gianni Savoldi

poslanec do 23.10.1968 in se nato pridruži Partito Socialista Italiano
- Eugenio Scalfari

poslanec do 23.10.1968 in se nato pridruži Partito Socialista Italiano
- Corrado Scardavilla

poslanec do 23.10.1968 in se nato pridruži Partito Socialista Italiano
- Stefano Servadei

poslanec do 23.10.1968 in se nato pridruži Partito Socialista Italiano
- Primo Silvestri

poslanec do 23.10.1968 in se nato pridruži Partito Socialista Italiano
- Mario Tanassi

poslanec do 23.10.1968 in se nato pridruži Partito Socialista Italiano
- Giuseppe Tocco

poslanec do 23.10.1968 in se nato pridruži Partito Socialista Italiano
- Roberto Tremelloni

poslanec do 23.10.1968 in se nato pridruži Partito Socialista Italiano
- Giuliano Vassalli

poslanec do 23.10.1968 in se nato pridruži Partito Socialista Italiano
- Aldo Venturini

poslanec do 23.10.1968 in se nato pridruži Partito Socialista Italiano
- Renzo Zaffanella

poslanec do 23.10.1968 in se nato pridruži Partito Socialista Italiano
- Franco Zappa

poslanec do 23.10.1968 in se nato pridruži Partito Socialista Italiano

### Partito Socialista Italiano

#### Predsednik
- Mauro Ferri (v funkciji do 9.11.1968)
- Flavio Orlandi (v funkciji od 21.12.1968 do 7.7.1969)
- Antonio Giolitti (v funkciji od 1.10.1969 do 27.3.1970)
- Luigi Bertoldi (v funkciji od 2.7.1970)

#### Podpredsedniki
- Raffaele Di Primio (v funkciji od 21.12.1968)
- Giorgio Guerrini (v funkciji do 20.12.1968)
- Primo Silvestri (v funkciji od 21.12.1968 do 7.7.1969)
- Mario Zagari (v funkciji do 14.12.1968)

#### Sekretarji
- Lucio Mariano Brandi (v funkciji do 14.12.1968)
- Libero Della Briotta (v funkciji od 21.12.1968)
- Gianni Usvardi (v funkciji do 14.12.1968)

#### Člani
- Amaele Abbiati
- Michele Achilli
- Giuseppe Amadei

poslanec do 7.7.1969 in se nato pridruži Partito Socialista Unitario
- Leonetto Amadei
- Luigi Angrisani

poslanec do 7.7.1969 in se nato pridruži Partito Socialista Unitario
- Egidio Ariosto

poslanec do 7.7.1969 in se nato pridruži Partito Socialista Unitario
- Giuseppe Averardi

poslanec do 7.7.1969 in se nato pridruži Partito Socialista Unitario
- Alfredo Baldani Guerra
- Renato Ballardini
- Alberto Bemporad

poslanec do 7.7.1969 in se nato pridruži Partito Socialista Unitario
- Cesare Bensi
- Antonio Brizioli
- Antonio Caldoro
- Antonio Cariglia

poslanec do 7.7.1969 in se nato pridruži Partito Socialista Unitario
- Armando Cascio
- Venerio Cattani
- Guido Ceccherini

poslanec do 7.7.1969 in se nato pridruži Partito Socialista Unitario
- Alberto Ciampaglia

poslanec do 7.7.1969 in se nato pridruži Partito Socialista Unitario
- Gaetano Cingari
- Achille Corona
- Bruno Corti

poslanec do 7.7.1969 in se nato pridruži Partito Socialista Unitario
- Salvatore Cottoni

poslanec do 7.7.1969 in se nato pridruži Partito Socialista Unitario
- Bettino Craxi
- Vito Cusumano
- Francesco De Martino
- Raffaele Di Nardo
- Giuseppe Di Vagno jr.
- Attilio Ferrari
- Mauro Ferri

poslanec do 7.7.1969 in se nato pridruži Partito Socialista Unitario
- Loris Fortuna
- Salvatore Frasca
- Antonio Giolitti
- Mario Marino Guadalupi
- Salvatore Lauricella
- Vito Vittorio Lenoci
- Bruno Lepre
- Pietro Lezzi
- Riccardo Lombardi
- Pietro Longo

poslanec do 7.7.1969 in se nato pridruži Partito Socialista Unitario
- Giuseppe Lupis

poslanec do 7.7.1969 in se nato pridruži Partito Socialista Unitario
- Giuseppe Macchiavelli
- Terenzio Magliano

poslanec do 7.7.1969 in se nato pridruži Partito Socialista Unitario
- Giacomo Mancini
- Nello Mariani
- Luigi Mariotti
- Anselmo Martoni

poslanec do 7.7.1969 in se nato pridruži Partito Socialista Unitario
- Cornelio Masciadri
- Renato Massari

poslanec do 7.7.1969 in se nato pridruži Partito Socialista Unitario
- Matteo Matteotti

poslanec do 7.7.1969 in se nato pridruži Partito Socialista Unitario
- Maria Vittoria Mezza

poslanec do 7.7.1969 in se nato pridruži Partito Socialista Unitario
- Amleto Monsellato
- Dino Moro
- Giovanni Mosca
- Giovanni Musotto
- Carlo Mussa Ivaldi Vercelli
- Ugo Napoli
- Pietro Nenni (v funkciji do 24.11.1970)

Luciano De Pascalis (prevzel 25.11.1970)
- Franco Nicolazzi

poslanec do 7.7.1969 in se nato pridruži Partito Socialista Unitario
- Flavio Orlandi

poslanec do 23.10.1968 in se nato pridruži Partito Socialista Italiano
- Tomaso Palmiotti

poslanec do 7.7.1969 in se nato pridruži Partito Socialista Unitario
- Michele Pellicani

poslanec do 7.7.1969 in se nato pridruži Partito Socialista Unitario
- Sandro Pertini
- Giulio Cesare Polotti (v funkciji do 10.8.1970)

Angelo Cucchi (prevzel 10.8.1970)
- Luigi Preti

poslanec do 7.7.1969 in se nato pridruži Partito Socialista Unitario
- Francesco Principe
- Enrico Quaranta
- Nevo Querci
- Alessandro Reggiani

poslanec do 7.7.1969 in se nato pridruži Partito Socialista Unitario
- Pier Luigi Romita

poslanec do 7.7.1969 in se nato pridruži Partito Socialista Unitario
- Elvio Alfonso Salvatore
- Ermido Santi
- Bruno Sargentini

poslanec do 7.7.1969 in se nato pridruži Partito Socialista Unitario
- Gianni Savoldi
- Eugenio Scalfari
- Corrado Scardavilla
- Stefano Servadei
- Primo Silvestri

poslanec do 7.7.1969 in se nato pridruži Partito Socialista Unitario
- Mario Tanassi

poslanec do 7.7.1969 in se nato pridruži Partito Socialista Unitario
- Giuseppe Tocco
- Roberto Tremelloni

poslanec do 7.7.1969 in se nato pridruži Partito Socialista Unitario
- Giuliano Vassalli
- Aldo Venturini
- Renzo Zaffanella
- Franco Zappa

### Partito Socialista Unitario - Partito Socialista Democratico Italiano

#### Predsednik
- Flavio Orlandi

#### Podpredsedniki
- Maria Vittoria Mezza (v funkciji do 7.8.1970)
- Alessandro Reggiani (v funkciji od 15.10.1970)

#### Sekretarji
- Giuseppe Averardi (v funkciji od 15.10.1970)
- Primo Silvestri (v funkciji do 7.8.1970)

#### Člani
- Giuseppe Amadei
- Luigi Angrisani
- Egidio Ariosto
- Alberto Bemporad
- Antonio Cariglia
- Guido Ceccherini
- Alberto Ciampaglia
- Bruno Corti
- Salvatore Cottoni
- Mauro Ferri
- Pietro Longo
- Giuseppe Lupis
- Terenzio Magliano
- Anselmo Martoni
- Renato Massari
- Matteo Matteotti
- Ugo Napoli
- Franco Nicolazzi
- Tomaso Palmiotti
- Luigi Preti
- Pier Luigi Romita
- Bruno Sargentini
- Mario Tanassi
- Roberto Tremelloni

### Partito Liberale Italiano

#### Predsednik
- Giovanni Malagodi (v funkciji do 18.1.1971)
- Aldo Bozzi (v funkciji od 18.1.1971)

#### Podpredsedniki
- Roberto Cantalupo (v funkciji do 13.1.1969)
- Manlio Livio Cassandro (v funkciji od 15.7.1971)
- Benedetto Cottone (v funkciji do 15.7.1971)
- Alberto Giomo (v funkciji od 15.7.1971)

#### Sekretarji
- Alberto Giomo (v funkciji do 15.7.1971)

#### Člani
- Massimo Alesi
- Giuseppe Alessandrini
- Giuseppe Alpino
- Vittorio Badini Confalonieri
- Luigi Barzini
- Antonio Baslini
- Agostino Bignardi
- Alfredo Biondi
- Ennio Bonea
- Antonio Capua

poslanec do 22.2.1972 in se nato pridruži Skupini Misto
- Vittore Catella
- Francesco Cocco Ortu (v funkciji do 16.1.1969)

Raffaele Camba (prevzel 16.1.1969)
- Ferruccio De Lorenzo
- Enrico Michele Demarchi
- Luigi Durand de la Penne
- Alberto Ferioli
- Sebastiano Fulci
- Vittorio Emanuele Marzotto
- Antonio Mazzarino
- Ottorino Monaco
- Gennaro Papa
- Carlo Protti
- Emilio Pucci
- Fausto Samuele Quilleri
- Pietro Serrentino

### Movimento Sociale Italiano

#### Predsednik
- Giorgio Almirante (v funkciji do 3.7.1969)
- Ernesto De Marzio (v funkciji od 3.7.1969)

#### Podpredsedniki
- Alfredo Pazzaglia
- Nicola Romeo (v funkciji do 3.7.1969)

#### Sekretarji
- Orazio Santagati (v funkciji od 14.10.1971)

#### Člani
- Tullio Abelli
- Gennaro Alfano
- Giulio Caradonna
- Saverio D'Aquino
- Raffaele Delfino
- Ferdinando Di Nardo
- Gaetano Fiorentino (v funkciji do 18.6.1968)
- Franco Franchi
- Antonio Guarra
- Clemente Manco
- Edoardo Marino
- Stefano Menicacci
- Arturo Michelini (v funkciji do 15.6.1969)

Pino Romualdi (prevzel 18.6.1969)
- Giuseppe Niccolai
- Angelo Nicosia
- Giovanni Roberti
- Franco Servello
- Pietro Sponziello
- Antonino Tripodi
- Luigi Turchi

Dne 5.5.1971 se je pridružil skupini poslanec Giovanni De Lorenzo- originalno član Partito Democratico di Unità Monarchica

### Partito Socialista Italiano di Unità Proletaria

#### Predsednik
- Domenico Ceravolo

#### Vicepresidenti
- Luigi Passoni

#### Sekretarji
- Giangiacomo Lattanzi

#### Člani
- Walter Alini
- Fausto Amodei
- Giuseppe Avolio
- Lelio Basso

poslanec do 16.1.1971 in se nato pridruži Skupini Misto
- Francesco Cacciatore
- Giorgio Canestri
- Ezequiel Stefano Carrara Sutour
- Vittorio Cecati
- Vincenzo Gatto
- Giorgio Granzotto
- Francesco Lami
- Lucio Libertini
- Lucio Mario Luzzatto
- Italo Mazzola
- Rocco Minasi

poslanec do 26.3.1971 in se nato pridruži Skupini Misto
- Renzo Pigni
- Carlo Sanna
- Tullio Vecchietti
- Arnaldo Zucchini
- Umberto Zurlini (v funkciji do 25.8.1968)

Franco Boiardi (v funkciji od 30.8.1968)
Dne 24.9.1971 se je pridružil skupini poslanec Rocco Minasi- originalno član Misto

### Repubblicano

#### Predsednik
- Ugo La Malfa

#### Podpredsedniki
- Pietro Bucalossi

#### Sekretarji
- Emanuele Terrana

#### Člani
- Oddo Biasini
- Francesco Compagna
- Aristide Gunnella
- Oscar Mammì
- Antonio Montanti
- Oronzo Reale

### Partito Democratico Italiano di Unità Monarchica

#### Predsednik
- Alfredo Covelli

#### Podpredsedniki
- Antonino Cuttitta

#### Sekretarji
- Raimondo Milia

#### Člani
- Giovanni Casola (v funkciji od 18.6.1969)
- Giovanni De Lorenzo

poslanec do 5.5.1971 in se nato pridruži Skupini Movimento Sociale Italiano
- Gioacchino Lauro (v funkciji do 1.5.1970)

Giovanni Gatti (prevzel 1.5.1970)

### Misto

#### Predsednik
- Francesco Taormina

#### Podpredsedniki
- Karl Mitterdorfer

#### Sekretarji
- Germano Ollietti (v funkciji do 25.4.1972)

#### Člani
- Johann Hans Dietl
- Renato Finelli
- Giovambattista Grimaldi
- Daniele Mattalia
- Sergio Morgana (v funkciji do 5.8.1971)

Cesare Salvatore Pirisi (prevzel 24.9.1971)
- Germano Ollietti (v funkciji do 25.4.1972)
- Vittorio Orilia
- Roland Riz

Dne 19.12.1969 sta se pridružila skupini poslanca Massimo Caprara in Aldo Natoli- originalno člana Gruppo Partito Comunista Italiano
Dne 4.3.1970 se je pridružil skupini poslanec Luigi Pintor- originalno član Partito Comunista Italiano
Dne 15.4.1970 se je pridružil skupini poslanec Liberato Bronzuto- originalno član Partito Comunista Italiano
Dne 16.9.1970 se je pridružil skupini poslanec Giuseppe Gerbino- originalno član Krščanski demokrati
Dne 15.10.1970 se je pridružil skupini poslanec Eliseo Milani- originalno član Partito Comunista Italiano
Dne 16.1.1971 se je pridružil skupini poslanec Lelio Basso- originalno član Partito Socialista Italiano di Unità Proletaria
Dne 26.4.1971 se je pridružil skupini poslanec Rocco Minasi- originalno član Partito Socialista Italiano di Unità Proletaria. Poslanec do 24.9.1971 in se nato pridruži Partito Socialista Italiano di Unità Proletaria
Dne 22.2.1972 se je pridružil skupini poslanec Antonio Capua- originalno član Partito Liberale Italiano